# Lucas Scaramussa
Lucas Scaramussa (Linhares) é um professor universitário, advogado e político brasileiro filiado ao PODEMOS. Se tornou nas últimas eleições o atual prefeito eleito do município de Linhares. Nas eleições de 2022, foi eleito deputado estadual pelo Espirito Santo.
Exercendo o seu primeiro mandato na Assembleia Legislativa, pertenceu à base do governador Renato Casagrande (PSB) e tem o apoio do Governo do Estado, porém se declara um político do espectro político de direita. Scaramussa deu o parecer que ditou as bases para que o plenário da Assembleia do Espirito Santo revogasse a prisão do Capitão Assumção (PL), deputado que havia sido preso no dia 28 de fevereiro por ordem do ministro do STF Alexandre de Moraes. Foi ele também um dos autores do projeto que previa uma série de punições a integrantes do MST, com veto aposto por Casagrande e mantido em junho, por pouco, pelo plenário da Assembleia.

Formado em direito pelo Centro Universitário do Espírito Santo (UNESC), é pós-graduado nas áreas de Direito Penal e Direito Processual Penal mas acabou tendo o destaque de sua carreira de advogado atuando por outras áreas. Como professor universitário, atuou como Coordenador do Curso de Direito por mais de 15 anos e foi membro do Conselho de Pesquisa e Extensão da antiga UNILINHARES. Como gestor público, atuou por duas vezes na Secretaria Municipal de Meio Ambiente de Linhares, nos períodos de 2009 a 2012 e entre 2017 e 2018. Ainda em sua trajetória no setor público, foi Procurador do Conselho de Recursos Fiscais da Prefeitura de Linhares, subprocurador geral do Município de Linhares e Procurador do meio ambiente. No período enquanto secretário, Lucas foi presidente da ANAMMA (Associação Nacional de Órgãos de Meio Ambiente) no Estado do Espírito Santo e presidente do Conselho Municipal de Meio Ambiente de Linhares.